# Pseudolaubuca
A Pseudolaubuca  a csontos halak (Osteichthyes) főosztályának sugarasúszójú halak (Actinopterygii)  osztályába, a pontyalakúak (Cypriniformes) rendjébe, a pontyfélék (Cyprinidae) családjába, és az Alburninae alcsaládjába tartozó nem.

## Rendszerezés
A nemhez az alábbi 4 faj tartozik:
- Pseudolaubuca engraulis
- Pseudolaubuca hotaya
- Pseudolaubuca jouyi
- Pseudolaubuca sinensis